# Раби (фільм)
«Раби» (англ. Slaves) — американська драма 1969 року Герберта Бібермана.

## Сюжет
Дія фільму розгортається на півдні США 1850-х років і розповідає про Люка, чорного раба, якого продали цинічному власнику плантації Маккею. Той вимагає праці від чоловіків і сексу від жінок. Він сповнений рішучості саме так використати Люка і Кассі, рабиню для втіх. Та Люк повстає проти цих планів, об'єднуючи інших рабів…

## В ролях
| Актор            | Роль               |
| ---------------- | ------------------ |
| Стівен Бойд      | Маккей             |
| Діонн Ворвік     | Кассі              |
| Оссі Девіс       | Люк                |
| Мерилін Кларк    | місіс Беннет       |
| Джуліус Гарріс   | Шадрах             |
| Роберт Кі-Гілл   | Джеріко            |
| Девід Гаддлстон  | Голланд            |
| Гейл Сондергаард | леді з Нью-Орлеану |
| Ненсі Коулман    | місіс Стілуел      |
| Шепперд Струдвік | містер Стілуел     |